# شعر عمودي
الشعر العمودي هو مصطلح يُطلق على الشعر العربي القديم الموزون، وهو أساس الشعر العربي وجذوره وأصل كل أنواع الشعر التي أتت بعده. يتميز الشعر العربي بتكونه من مجموعة أبيات يتألف كل منها من مقطعين يدعى أولهما الصدر وثانيهما العجز. الشعر العمودي يخضع في كتابته لقواعد الخليل بن أحمد الفراهيدي وهذه القواعد تدعى علم العروض وهو علم يهتم بوزن يحببه إلى الأذن ويحافظ له على أصالته وهو نوع من الشعر عبارة عن القول الجميل مقفى موزون يعبر عن اللب أوتوماتي الصدر ويؤثر في السامع بالإيقاع والمعاني والصور والأخيلة وهو يقوم بعد النية والقصد على أربعه أسس هي اللفظ والوزن والمعنى والقافية.
القصيدة العمودية هي شعر عمودي مقفى تكتب بالعربية الفصحى وتعتبر من أرقى أنواع الغناء العربي، وتغنى ملحنة أو مرتجلة فإن كانت ملحنة فيجب أن تكون هناك لوازم موسيقية تتخلل أبياتها، وإيقاع محدد يناسب الوزن الشعري وأما إذا كانت مرتجلة فتعتمد على مقدرة المغني أولا وأخيرا وعلى حسن تصرفه في المقام.

## عمود الشعر
مرّت وضع أركان عمود الشّعر بثلاثة مراحل رئيسة، فكان أول من استعمل مصطلح عمود الشعر هو أبو علي الآمدي في كتابه الموازنة بين البحتري وأبو تمام، وثم الجرجاني في كتابه الوساطة بين المتنبي وخصومه وثم المرزوقي في مقدمته في شرح ديوان الحماسة.
- شرف المعنى وصحّته
- جزالة الألفاظ واستقامتها
- الإصابة في الوصف
- المقاربة في التّشبيه
- مناسبة المستعار للمستعار منه
- مشاكلة الألفاظ للمعاني مع شدّة اقتضائهما للقافية
- التحام أجزاء النظم والتئامهما على تخبّر من لذيذ الوزن